# قائمة المستطيلات المساحية لكوكب المريخ

صورة لسطح المريخ بشكل كامل مع القطبين، تم تكوينها بعد تجميع بيانات وصور من برنامج فايكينغ.

تم تقسيم خريطة سطح كوكب المريخ إلى 30 قسم بشكل مستطيل مساحي من قبل هيئة المسح الجيولوجية الأمريكية، كل مستطيل منها يغطي مدى معين من خطوط الطول والعرض على سطح المريخ، تم تسمية هذه المستطيلات بالإعتماد على تصنيف التضاريس حسب ضيائيتها، وكرمز تعريفي استعملت لاحقة من حرفين (MC) إختصاراً لجملة «مخطط المريخ» مع ترقيم من 1 وحتى 30، يبدأ حسب المناطق من الشمال إلى الجنوب ومن الغرب إلى الشرق.
تظهر هذه الخرائط بشكل مستطيلات بالإعتماد على الإسقاط الإسطواني للخريطة، لكن بالواقع هي بشكل سطح منحني معقد قليلاً من رباعيات ساكيري.
المستطيلات الإستوائية التي عددها 16 هي الأصغر كل منها يغطي مساحة 4.5 مليون كيلومتر مربع (1.7 مليون ميل مربع)، بينما المستطيلات البينية(1) التي عددها 12 يغطي كل منها مساحة 4.9 مليون كيلومتر مربع (1.9 مليون ميل مربع)، وخرائط القطبين والتي عددها 2 هي الأكبر بمساحة 6.8 مليون كيلومتر مربع (2.6 مليون ميل مربع) لكل منهما.

## تاريخياً
في عام 1972، أرسلت مهمة مارينر-9 التابعة لوكالة ناسا ألوف من الصور الفوتوغرافية التي تغطي حوال 80% من سطح كوكب المريخ، وفي تلك السنة، قام مختبر الدفع النفاث التابع لناسا بالإشتراك مع هيئة المسح الجيولوجية الامريكية بتجميع الصور لتوليد أول خريطة فسيفسائية كاملة لسطح المريخ، ولتحويل هذه الخريطة إلى أجزاء اصغر، قامت هيئة المسح الجيولوجية الأمريكية بتقسيم سطح الكوكب إلى 30 مستطيل مساحة منها حسب تسمية وحدود التضاريس العاكسة الكلاسيكية [الإنجليزية] مع المناطق المحيطة بها، كما تم إعداد نسخ أخرى من المستطيلات لأغراض مختلفة من قبل الجيولوجيين والجامعات الأمريكية لأغراض الدراسة ورسم الخرائط.
بإستمرات البعثات إلى المريخ تم إنشاء خرائط أكثر دقة بإستمرار، وقام الإتحاد الفلكي الدولي بتعيين أسماء وحدود المناطق على سطح الكوكب التي تعكس صفاته وتضاريسه وجيولوجيته الحقيقية، وهذا التقسيم الجديد مستوحى من تقسيم التضاريس العاكسة الكلاسيكية [الإنجليزية] ونتيجة لذلك تطابقت الحدود والأسماء الجديدة بشكل عام مع المستطيلات التي وضعتها هيئة المسح الجيولوجي مسبقاً على الرغم من أن حدود بعضها تجاوزت أكثر من مستطيل مساحي واحد.

## المستطيلات المساحية
صور الخرائط أدناه تم إنشائها من قبل مقياس الإرتفاع المداري الليزري المريخي [الإنجليزية] ضمن مهمة الماسح الشامل للمريخ، يشير اللون الأحمر إلى المناطق ذات الإرتفاع الأعلى.
خرائط المستطيلات الإستوائية تستعمل إسقاط مركاتور، بينما المستطيلات البينية تستخدم إسقاط لامبرت المخروطي المتماثل [الإنجليزية]، وخرائط القطبين تستخدم الإسقاط المجسم.
| الرقم | الاسم (2)                    | خط العرض | خط الطول        | التضاريس                    | الخريطة (3)                                        |
| ----- | ---------------------------- | -------- | --------------- | --------------------------- | -------------------------------------------------- |
| MC-01 | بحر بوريوم [الإنجليزية]      | 65–90° N | 180° W – 180° E | تضاريس المنطقة [الإنجليزية] | Topographical map of Mare Boreum quadrangle        |
| MC-02 | دياكريا [الإنجليزية]         | 30–65° N | 120–180° W      | تضاريس المنطقة [الإنجليزية] | Topographical map of Diacria quadrangle            |
| MC-03 | اركاديا [الإنجليزية]         | 30–65° N | 60–120° W       | تضاريس المنطقة [الإنجليزية] | Topographical map of Arcadia quadrangle            |
| MC-04 | بحر اسيداليوم [الإنجليزية]   | 30–65° N | 0–60° W         | تضاريس المنطقة [الإنجليزية] | Topographical map of Mare Acidalium quadrangle     |
| MC-05 | بحيرة إسمينيوس [الإنجليزية]  | 30–65° N | 0–60° E         | تضاريس المنطقة [الإنجليزية] | Topographical map of Ismenius Lacus quadrangle     |
| MC-06 | كاسيوس [الإنجليزية]          | 30–65° N | 60–120° E       | تضاريس المنطقة [الإنجليزية] | Topographical map of Casius quadrangle             |
| MC-07 | سيبرينيا [الإنجليزية]        | 30–65° N | 120–180° E      | تضاريس المنطقة [الإنجليزية] | Topographical map of Cebrenia quadrangle           |
| MC-08 | امازونيس [الإنجليزية]        | 0–30° N  | 135–180° W      | تضاريس المنطقة [الإنجليزية] | Topographical map of Amazonis quadrangle           |
| MC-09 | ثارسيس [الإنجليزية]          | 0–30° N  | 90–135° W       | تضاريس المنطقة [الإنجليزية] | Topographical map of Tharsis quadrangle            |
| MC-10 | مستنقع لوناي [الإنجليزية]    | 0–30° N  | 45–90° W        | تضاريس المنطقة [الإنجليزية] | Topographical map of Lunae Palus quadrangle        |
| MC-11 | مستنقع أوكسيا [الإنجليزية]   | 0–30° N  | 0–45° W         | تضاريس المنطقة [الإنجليزية] | Topographical map of Oxia Palus quadrangle         |
| MC-12 | ارابيا [الإنجليزية]          | 0–30° N  | 0–45° E         | تضاريس المنطقة [الإنجليزية] | Topographical map of Arabia quadrangle             |
| MC-13 | سيرتيس الأكبر [الإنجليزية]   | 0–30° N  | 45–90° E        | تضاريس المنطقة [الإنجليزية] | Topographical map of Syrtis Major quadrangle       |
| MC-14 | امينثيس [الإنجليزية]         | 0–30° N  | 90–135° E       | تضاريس المنطقة [الإنجليزية] | Topographical map of Amenthes quadrangle           |
| MC-15 | إيليسيوم [الإنجليزية]        | 0–30° N  | 135–180° E      | تضاريس المنطقة [الإنجليزية] | Topographical map of Elysium quadrangle            |
| MC-16 | ميمنونيا [الإنجليزية]        | 0–30° S  | 135–180° W      | تضاريس المنطقة [الإنجليزية] | Topographical map of Memnonia quadrangle           |
| MC-17 | بحيرة فوينسيس [الإنجليزية]   | 0–30° S  | 90–135° W       | تضاريس المنطقة [الإنجليزية] | Topographical map of Phoenicis Lacus quadrangle    |
| MC-18 | كوبراتيس [الإنجليزية]        | 0–30° S  | 45–90° W        | تضاريس المنطقة [الإنجليزية] | Topographical map of Coprates quadrangle           |
| MC-19 | خليج مارغارتيفر [الإنجليزية] | 0–30° S  | 0–45° W         | تضاريس المنطقة [الإنجليزية] | Topographical map of Margaritifer Sinus quadrangle |
| MC-20 | خليج سابايوس [الإنجليزية]    | 0–30° S  | 0–45° E         | تضاريس المنطقة [الإنجليزية] | Topographical map of Sinus Sabaeus quadrangle      |
| MC-21 | لابيغيا [الإنجليزية]         | 0–30° S  | 45–90° E        | تضاريس المنطقة [الإنجليزية] | Topographical map of Iapygia quadrangle            |
| MC-22 | بحر تيرهينيوم [الإنجليزية]   | 0–30° S  | 90–135° E       | تضاريس المنطقة [الإنجليزية] | Topographical map of Mare Tyrrhenum quadrangle     |
| MC-23 | أيوليس [الإنجليزية]          | 0–30° S  | 135–180° E      | تضاريس المنطقة [الإنجليزية] | Topographical map of Aeolis quadrangle             |
| MC-24 | فايثونتيس [الإنجليزية]       | 30–65° S | 120–180° W      | تضاريس المنطقة [الإنجليزية] | Topographical map of Phaethontis quadrangle        |
| MC-25 | ثاوماسيا [الإنجليزية]        | 30–65° S | 60–120° W       | تضاريس المنطقة [الإنجليزية] | Topographical map of Thaumasia quadrangle          |
| MC-26 | ارغيري [الإنجليزية]          | 30–65° S | 0–60° W         | تضاريس المنطقة [الإنجليزية] | Topographical map of Argyre quadrangle             |
| MC-27 | نواتشيس [الإنجليزية]         | 30–65° S | 0–60° E         | تضاريس المنطقة [الإنجليزية] | Topographical map of Noachis quadrangle            |
| MC-28 | هيلاس [الإنجليزية]           | 30–65° S | 60–120° E       | تضاريس المنطقة [الإنجليزية] | Topographical map of Hellas quadrangle             |
| MC-29 | إيريدانيا [الإنجليزية]       | 30–65° S | 120–180° E      | تضاريس المنطقة [الإنجليزية] | Topographical map of Eridania quadrangle           |
| MC-30 | بحر أوسترالي [الإنجليزية]    | 65–90° S | 180° W – 180° E | تضاريس المنطقة [الإنجليزية] | Topographical map of Mare Australe quadrangle      |

## هوامش
1: أي المناطق التي تقع بين خط الإستواء والقطبين.
2: تمت ترجمة نوع التضاريس مع الإبقاء على نقل الاسم اللاتيني حرفياً.
3: الخرائط طوبوغرافية، اللون الأحمر يشير إلى الأراضي المرتفعة والأزرق إلى الأراضي المنخفضة.